# Silvia-Monica Dinică
Silvia-Monica Dinică (n. 14 iulie 1976

, București, România) este un senator român, ales în 2016. Este absolventă a Universității București- Facultatea de matematică și informatică.  A obținut o bursă de studii în SUA  la Colorado State University petru studii de master/doctorat în perioada 2002-2004, apoi un master în Managementul riscului la Academia de Studii Economice din București (2008-2010). 
În cadrul Senatului este Secretar al Biroului Permanent (februarie 2019- prezent) și Secretar al Comisiei economice, industrii și servicii. 
În legislatura 2016-2020  Silvia Dinică este membru în grupurile parlamentare de prietenie cu Armenia, Irak, Costa Rica, Republica Coreea, Lituania, Irlanda, Letonia precum și în grupul Pro-America din Parlamentul României.
Carieră politică
Silvia Dinică s-a implicat din decembrie 2015 în Uniunea Salvați Bucureștiul, în cadrul Filialei sector 6. Până la acel moment ea nu a mai fost niciodată implicată în politică. În septembrie 2019 a fost aleasă la Congresul USR de la Timișoara membru al Biroului Național al Uniunii Salvați România. Din decembrie 2019 este Vicepreședinte al filialei USR București.
Activitate parlamentară
La alegerile parlamentare din 11 decembrie 2016, Silvia Dinică a fost aleasă senator în circumscripția București, pe listele USR. Se află la primul mandat de parlamentar în Parlamentul României. 
În legislatura 2016 - prezent - Silvia Dinică a activat în următoarele comisii parlamentare:
- Comisia economică, industrii și servicii (decembrie 2016 - 2020)

- Comisia pentru comunicații și tehnologia informației (septembrie 2018- 2020)

- Comisia specială pentru revizuirea și modificarea legislației privind comercializarea produselor alimentare (decembrie 2016 - prezent)

- Comisia pentru transporturi și energie (decembrie 2016-septembrie 2018)

Ariile principale în care își desfășoară activitatea în cadrul Senatului sunt cele privind dezvoltarea antreprenoriatului, a economiei circulare, guvernanței corporative, reformei energetice și educației pentru angajare. Silvia Dinică a făcut demersuri pentru eliminarea violenței împotriva femeilor, a luat atitudine față de numirile politice din cadrul companiilor de stat, față de modificările aduse Legii guvernanței corporative, a susținut promovarea dezvoltării învățământului profesional și tehnic, ca factor de creștere a nivelului de calificare pe piața muncii.
În actuala legislatură, Silvia Dinică a inițiat proiecte de legi pentru racordarea la rețeaua de energie electrică a familiilor din România care nu au fost niciodată racordate și care nu-și pot acoperi costurile de conectare, identificarea instituțiilor care să elaboreze un plan de acțiune pentru combaterea sărăciei energetice, încurajarea exporturilor pentru firmele românești mici și medii prin oferirea unui stimulent fiscal care să le permită să pătrundă pe noi piețe, darea în folosință gratuită a clădirilor școlilor în care nu mai sunt elevi pentru organizarea de acțiuni cultural-educative. Senatoarea a inițiat la începutul mandatului și un pachet de proiecte legislative care viza interzicerea accesului societăților care permiteau acțiuni la purtător la contractele publice, interzicerea participării la licitații a societăților care aveau la acel moment acționariat secret neverificabil precum și interzicerea societăților care erau controlate în orice mod de stat de a contracta firme cu acțiuni la purtător.
Ca membru al comisiei pentru comunicații și tehnologia informației a solicitat Guvernului României, Ministerului Culturii și Identității Naționale, Oficiului Român pentru Drepturile de autor și Reprezentanței Comisiei Europene în România retragerea susținerii proiectului de directivă pentru modificarea drepturilor de autor (directiva copyright).
În calitate de senator cu inițiative în domeniul educației a propus ministrului educației, Ecaterina Andronescu, printr-o scrisoare deschisă o soluție pentru îmbunătățirea sistemului de învățământ: construirea unor Centre Pilot în cadrul cărora să fie testate - curricula bazată pe aplicabilitate, pe experiment și pe tehnologie. A coordonat atelierele pentru reducerea abandonului școlar și a elaborat un policy brief cu soluții pentru remedierea situației. A organizat dezbateri cu studenți, masteranzi, doctoranzi și experți pentru a găsi soluții pentru combaterea fenomenului știrilor false și dezinformării digitale.
Legislatura 2020-2024
Președinte, Comisia economică, industrii și servicii (decembrie 2020 - prezent)
Membru, Comisia pentru învățământ, știință, tineret și sport (decembrie 2020 - prezent)
Activitate parlamentară internațională:
Silvia Dinică a participat în calitate de reprezentant al Parlamentului României la Adunările Uniunii Interparlamentare (UIP). Este reprezentant al Grupului geopolitic 12+ în Biroul Comisiei pentru dezvoltare durabilă, finanțe și comerț (2017-prezent). În cadrul Comisiei pentru dezvoltare durabilă, finanțe și comerț senatoare a avut numeroase intervenții, a avut amendamente admise la rezoluțiile Uniunii Interparlamentare, a coordonat o dată lucrările comisiei și a fost desemnată coraportor, în cadrul comisiei pentru o rezoluția intitulată „Promovarea digitalizării și economiei circulare pentru realizarea obiectivelor de dezvoltare durabilă (ODD), în special a consumului și producției responsabile” elaborată în cadrul comisiei. Silvia Dinică a devenit, astfel, primul parlamentar român raportor pe o rezoluție a Uniunii Interparlamentare.
Legături externe:
- Activitate parlamentară: https://www.senat.ro/FisaSenator.aspx?ParlamentarID=0DE3188E-D7FA-4A44-B47B-4A2FC992A307
- Site personal - http://www.silviadinica.ro/